# Kapiteran
Kapiteran is een bestuurslaag in het regentschap Purworejo van de provincie Midden-Java, Indonesië. Kapiteran telt 415 inwoners (volkstelling 2010).